# Macabro
Macabro é um filme de suspense brasileiro de 2020 dirigido por Marcos Prado a partir de um roteiro de Lucas Paraizo e Rita Glória Curvo. A trama do filme é baseada na história real dos Irmãos Necrófilos, que ficaram conhecidos nos anos 90 com a repercussão de seus crimes brutais. 
O filme é protagonizado por Renato Góes como um policial enfrentando conflitos éticos e profissionais quando é resignado a voltar para sua cidade natal para investigar suspeitos de crimes brutais escondidos na Mata Atlântica.
Macabro estreou na Mostra Internacional de Cinema de São Paulo em 17 de outubro de 2019 e foi lançado no Brasil a partir de 28 de julho de 2020 pela Pandora Filmes.

## Sinopse
O sargento Teo está em sua busca dos suspeitos de crimes brutais que estão escondidos na Mata Atlântica. Enquanto a população, a imprensa e a polícia local condenam os irmãos, Teo passa a perceber que um deles pode ser inocente das acusações e que a população local revela ter um padrão histórico de abusos raciais, tendo o racismo como uma realidade tão violenta quanto os assassinatos em série.

## Elenco
- Renato Góes como Téo
- Juliana Schalch como Moema
- Flávio Bauraqui como Tião
- Osvaldo Mil como Augusto
- Laila Garin como Lúcia
- Paulo Reis como José

## Produção
Com roteiro escrito por Lucas Paraizo e Rita Glória Curvo, com a colaboração de Pablo Padilla, o filme é amplamente inspirado no caso real de dois irmãos, Ibrahim e Henrique de Oliveira, que ficaram conhecidos na década de 90 no Brasil após seus crimes brutais serem divulgados na mídia. Eles foram acusados dos assasinatos de oito mulheres, um homem e uma criança no Parque Estadual dos Três Picos, Rio de Janeiro.
Na composição do texto do filme, os roteiristas e o diretor, Marcos Prado, fizeram uma intensa pesquisa em fóruns e autos de julgamentos, além de entrevistar moradores da região em que ocorreram os crimes e com o próprio acusado dos crimes, Henrique de Oliveira.
As gravações ocorreram utilizando como cenário localidades próximas dos acontecimentos reais, na Serra Fluminense. Segundo o ator Renato Góes, as filmagens foram divididas em duas etapas, uma em um local de difícil acesso e outra em um hotel mais urbano. Ao todo, foram 40 dias de gravações no meio do mato e alto das montanhas. A equipe recebeu a ajuda dos moradores locais para realizar a produção.

## Lançamento
O filme foi exibido pela primeira vez no Brasil durante 42ª Mostra Internacional de Cinema de São Paulo, competindo na mostra oficial de longas-metragens. Sua estreia internacional aconteceu em 25 de outubro de 2019 no Festival Internacional de Cinema de Austin, nos Estados Unidos.
Foi lançado no circuito comercial de cinemas do Brasil em 28 de julho de 2020, com sessões limitadas a cinemas drive-in, por conta dos protocolos de segurança contra a COVID-19. Inicialmente, as sessões se limitaram na cidade de São Paulo até o mês de agosto de 2020, sendo distribuindo para outros cinemas posteriormente.
Em 12 de setembro de 2020, o filme estreou no circuito comercial de Portugal e também foi exibido MOTELX - Lisbon International Horror Film Festival.

## Recepção

### Crítica
Macabro recebeu críticas mistas por parte dos críticos de cinema. O AdoroCinema avaliou o filme com 2,5 de 5 estrelas, o classificando como "Regular". Segundo a crítica Barbara Demerov, o filme possui grandes atributos técnicos, como o áudio e a fotografia, entretanto os personagens não apresentam muita consistência na história e o texto acaba abordando a real história (dos Irmãos Necrófilos) superficialmente.
O site CinePOP atribuiu ao filme uma nota de 3 em 5 estrelas. Janda Montenegro escreveu que a história do filme aborda muitos temas sem se aprofundar em algo especificamente, "ao longo de pouco mais de duas horas de filme o roteiro de Lucas Paraizo e Rita Gloria Curvo busca abordar diversos temas, sem decidir por qual deles enveredar. Então, o que prometia ser um filme intenso de terror acaba dando espaço para questionamentos sociais, sem, entretanto, sem aprofundá-los.".

### Prêmios e indicações
| Ano  | Associações                        | Categoria               | Recipiente(s)                                                                           | Resultado |
| ---- | ---------------------------------- | ----------------------- | --------------------------------------------------------------------------------------- | --------- |
| 2021 | Grande Prêmio do Cinema Brasileiro | Melhor Ator Coadjuvante | Flávio Bauraqui                                                                         | Indicado  |
| 2021 | Grande Prêmio do Cinema Brasileiro | Melhor Fotografia       | Azul Serra                                                                              | Indicado  |
| 2021 | Grande Prêmio do Cinema Brasileiro | Melhor Figurino         | Ana Avelar                                                                              | Indicado  |
| 2021 | Grande Prêmio do Cinema Brasileiro | Melhor Som              | José Moreau Louzeiro, Tomas Alem, Bernardo Uzeda, Rodrigo de Noronha e Gustavo Loureiro | Indicado  |

[carece de fontes?]